# Werner Knieper

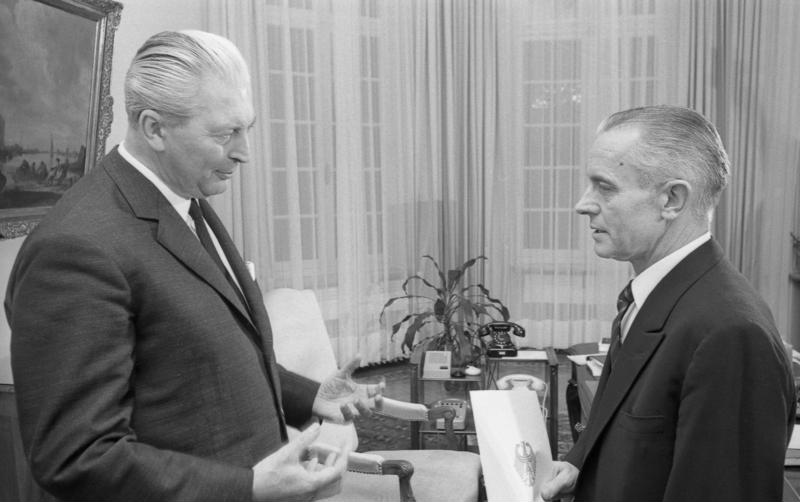
Knieper (im Bild rechts) wird von Kurt Georg Kiesinger 1966 zum Staatssekretär ernannt

Werner Knieper (* 24. Dezember 1909 in Beuel; † 17. Juli 1977 in Köln) war ein deutscher politischer Beamter und Manager.

## Leben und Beruf
Knieper studierte Rechtswissenschaften in Heidelberg und Berlin. In Heidelberg war er seit 1930 Mitglied des Corps Suevia Heidelberg. Nach Beendigung seiner Studien trat er in den Verwaltungsdienst ein. Er wurde Mitglied der SA. Im Zweiten Weltkrieg diente er bei der Artillerie als Hauptmann der Reserve, zuletzt im Wehrmachtführungsstab.
Bis 1966 war er Hauptabteilungsleiter für Rüstungsangelegenheiten im Bundesverteidigungsministerium. Vom 13. Dezember 1966 bis zum 31. Dezember 1967 war Knieper als beamteter Staatssekretär Chef des Bundeskanzleramtes.
Nach seinem Ausscheiden als Staatssekretär ging er als Manager in die Industrie. Am 15. Mai 1968 wurde Knieper Vorsitzender der Geschäftsführung der Vereinigten Flugtechnischen Werke (VFW) in Bremen. Nach der Vereinigung der VFW mit Fokker wurde er Vorstandsvorsitzender der Zentralgesellschaft VFW-Fokker und im April 1970 außerdem Aufsichtsratsvorsitzender der Vereinigten Flugtechnischen Werke Fokker GmbH in Bremen (bis 1974).
Von 1973 bis 1974 war Knieper Präsident des Bundesverbandes der deutschen Luft- und Raumfahrtindustrie (BDLI).